# Ancien cimetière de Wannsee
L'ancien cimetière de Wannsee est un cimetière situé Friedenstraße à Berlin-Wannsee, en Allemagne.

## Personnalités enterrées au cimetière
(* Ehrengrab)   
- Fritz Ascher (de) (17 octobre 1893 - 26 mars 1970), peintre et poète
- Oskar Begas (31 juillet 1828 - 10 novembre 1883), peintre, frère aîné de Reinhold Begas
- Lothar Blanvalet (de) (12 août 1910 - 17 janvier 1979, éditeur
- Eberhard Encke (de) (*) (27 octobre 1881 - 22 octobre 1936), sculpteur, dans une tombe de famille avec son père (plus connu)
- Erdmann Encke (*) (26 janvier 1843 - 7 juillet 1896), sculpteur à la cour impériale
- Hans Heinrich Franck (de) (22 novembre 1888 - 21 décembre 1961), chimiste
- Philipp Franck (*) (9 avril 1860 - 13 mars 1944), peintre, graveur et dessinateur
- Gustav Hartmann (de) (*) (4 juin 1859 - 23 décembre 1938), « Der eiserne Gustav », cocher de drojki, original berlinois, immortalisé par le roman de Hans Fallada Der eiserne Gustav (Gustave-de-Fer, 1938)

- Günter Hönow (de) (21 octobre 1923 - 25 janvier 2001), architecte

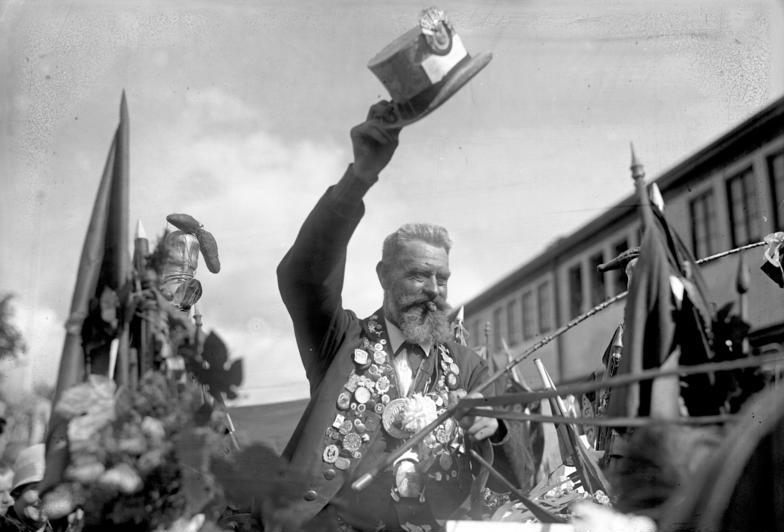
Retour à Berlin de Gustav Hartmann en provenance de Paris (septembre 1928).

- Avner Werner Less (de) (18 décembre 1916 - au 7 janvier 1987) et son épouse Vera, interrogateur d'Adolf Eichmann
- Friedrich Minoux (de) (*) (21 mars 1877 - 16 octobre 1945), industriel
- Hans Poelzig (*) (30 avril 1869 - 14 juin 1936), architecte
- Rosemarie Reichwein (de) (*) (24 juillet 1904 - 5 août 2002), combattant de la résistance et éducateur
- Johannes Sievers (de) (*) (27 juin 1880 - 20 juillet 1969), conférencier, historien de l'art, chercheur Schinkel
- Erich Waschneck (29 avril 1887 - 22 septembre 1970), réalisateur